# Slängkyss
| Kyssa handen och sedan sända iväg kyssen. |  | Kyssa handen och sedan sända iväg kyssen. |
| Kyssa handen och sedan sända iväg kyssen. |  |                                           |

Slängkyss är en gest som signalerar positiv kärleksfull affektion. Slängkyssen kan användas vid exempelvis avsked.
Slängkyssen är vanlig i västerländsk kultur. Den är närmast rituell i sin fasta form och har i grunden samma innebörd som en vanlig kyss. Slängkyssar används när parterna är på avstånd, men ändå kan se varandra. 
Kyssen förmedlas genom att avsändaren kysser sin hand och därefter håller upp handen och gör en lätt kaströrelse mot mottagaren. En variant är att man blåser på handflatan i riktning mot mottagaren. Mottagaren kan vara en eller några enstaka personer eller en hel publik. 